# Michel Der Zakarian
Michel Der Zakarian (Armeens: Միքայել Տեր–Զաքարյան) (Jerevan, 18 februari 1963) is een Frans-Armeens voormalig voetballer. Hij speelde in zijn loopbaan voor FC Nantes en Montpellier. Na zijn carrière stapte Der Zakarian het trainersvak in. Op 22 juni 2021 werd hij aangesteld als coach van Stade Brest.

## Spelerscarrière
Der Zakarian speelde zijn gehele carrière in Frankrijk. Bij FC Nantes (140) en Montpellier HSC (233) speelde hij in totaal 373 wedstrijden. Met Nantes werd hij eenmaal landskampioen en met Montpellier won hij beide Franse bekertoernooien, de Coupe de France en de Coupe de la Ligue, ook een keer.

### Interlandcarrière
Der Zakarian debuteerde op 31 augustus 1996 voor Armenië in een kwalificatiewedstrijd voor het WK voetbal 1998 tegen Portugal (0–0), net als doelman Roman Berezovsky. Hij speelde in totaal vijf interlands en kwam daarbij niet tot scoren.
| Interlands van Michel Der Zakarian voor Armenië | Interlands van Michel Der Zakarian voor Armenië | Interlands van Michel Der Zakarian voor Armenië | Interlands van Michel Der Zakarian voor Armenië | Interlands van Michel Der Zakarian voor Armenië | Interlands van Michel Der Zakarian voor Armenië |
| №                                               | Datum                                           | Wedstrijd                                       | Uitslag                                         | Competitie                                      | Goals                                           |
| Als speler van Montpellier HSC                  | Als speler van Montpellier HSC                  | Als speler van Montpellier HSC                  | Als speler van Montpellier HSC                  | Als speler van Montpellier HSC                  | Als speler van Montpellier HSC                  |
| ----------------------------------------------- | ----------------------------------------------- | ----------------------------------------------- | ----------------------------------------------- | ----------------------------------------------- | ----------------------------------------------- |
| 1                                               | 31 augustus 1996                                | Armenië – Portugal                              | 0 – 0                                           | WK 1998 kwalificatie                            |                                                 |
| 2                                               | 9 oktober 1996                                  | Armenië – Duitsland                             | 1 – 5                                           | WK 1998 kwalificatie                            |                                                 |
| 3                                               | 30 maart 1997                                   | Georgië – Armenië                               | 7 – 0                                           | Vriendschappelijk                               |                                                 |
| 4                                               | 30 april 1997                                   | Armenië – Noord-Ierland                         | 0 – 0                                           | WK 1998 kwalificatie                            |                                                 |
| 5                                               | 7 mei 1997                                      | Oekraïne – Armenië                              | 1 – 1                                           | WK 1998 kwalificatie                            |                                                 |

## Trainerscarrière
Der Zakarian begon zijn trainersloopbaan bij het derde elftal van Montpellier. Later werd hij hoofdcoach van Montpellier B en Nantes B voordat hij bij het eerste van Nantes mocht werken als assistent van Georges Eo. Na de degradatie naar de Ligue 2 werd Eo ontslagen en Der Zakarian gepromoveerd tot hoofdcoach. Hij promoveerde met Nantes weer terug naar de Ligue 1. Na een korte periode bij Clermont Foot keerde Der Zakarian in 2012 weer terug bij Nantes. Na 4 jaar bij Nantes maakte hij in mei 2016 de overstap naar Stade de Reims, wat uitkwam in de Ligue 2, het tweede voetbalniveau van Frankrijk. Der Zakarian kreeg de opdracht de gedegradeerde club terug te brengen naar het hoogste niveau. Toen dit niet lukte, vertrok hij bij Reims en werd hij gecontracteerd door Montpellier, dat wel op het hoogste niveau uitkwam. Hij tekende een contract tot 2019, dat werd verlengd tot 2021. Dat contract diende hij uit, waarna er niet werd verlengd. Der Zakarian eindigde elk seizoen in de middenmoot op de plekken 6 tot 10. Hij werd opgevolgd door Olivier Dall'Oglio. Op 22 juni 2021 tekende hij bij Brest.

## Erelijst

### Als speler
Nantes
- Ligue 1

1982/83
 Montpellier
- Coupe de France

1990
- Coupe de la Ligue

1992

### Als manager
Nantes
- Ligue 2

2007/08